# Möbius (cráter)

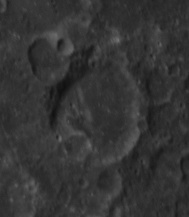
Fotografía de la misión Apolo 14

Möbius es un cráter de impacto que se encuentra en la cara oculta de la Luna, más allá del extremo oriental y noreste del Mare Marginis. Se encuentra a menos de un diámetro al noroeste del cráter de mayor tamaño Hertz (con 90 kilómetros de diámetro), y justo al sureste de Popov. Al norte de Möbius se encuentra la cadena de cráteres denominada Catena Dziewulski, que toma su nombre del cráter Dziewulski situado al noroeste.
|  |

Se trata de una formación moderadamente desgastada, con un cráter más pequeño que se interpone en el borde occidental y un pequeño cráter que atraviesa el brocal en su extremo sur. El borde es relativamente bajo y el interior está marcado solo por unos diminutos cráteres y algunas marcas de mayor albedo en el cuadrante suroeste.
Antes de ser nombrado en 1970 por la UAI, esta formación era conocida como Cráter 196.